# Andrés Díaz Venero de Leyva
Andrés Díaz Venero de Leyva né à Celadilla-Sotobrín (es) dans la Merindad de Río Ubierna, province de Burgos, est un ecclésiastique et un homme de loi espagnol du XVIe siècle.

## Biographie
Andrés Díaz Venero de Leyva nait à Celadilla-Sotobrín (es) dans la Merindad de Río Ubierna, province de Burgos. Sa famille est originaire de Castille, près de Laredo dans l'actuelle Cantabrie.
Avant d'aller en Amérique il est prêcheur et professeur de vêpres et de canons au collège Santa Cruz de Valladolid (1548), et fut plus tard comptable et oidor pour le Conseil de Castille (1554).
Nommé premier président de la Real Audiencia de Santa Fe de Bogotá, Andrés Díaz Venero de Leyva arrive à Santa Fe en février 1564. Le 28 octobre de la même année, il abolit les « services personnels » que les indiens sont forcés de rendre dans les travaux domestiques, l'élevage et l'approvisionnement en fourrage. Il limite le travail d'exploration de nouvelles terres dans le but de renforcer la présence de la Couronne dans les terres déjà conquises. Il régule l'exploitation des mines d'émeraudes de Muzo et d'argent de Mariquita. Enfin, il met en place le mode de travail de l’audiencia. 

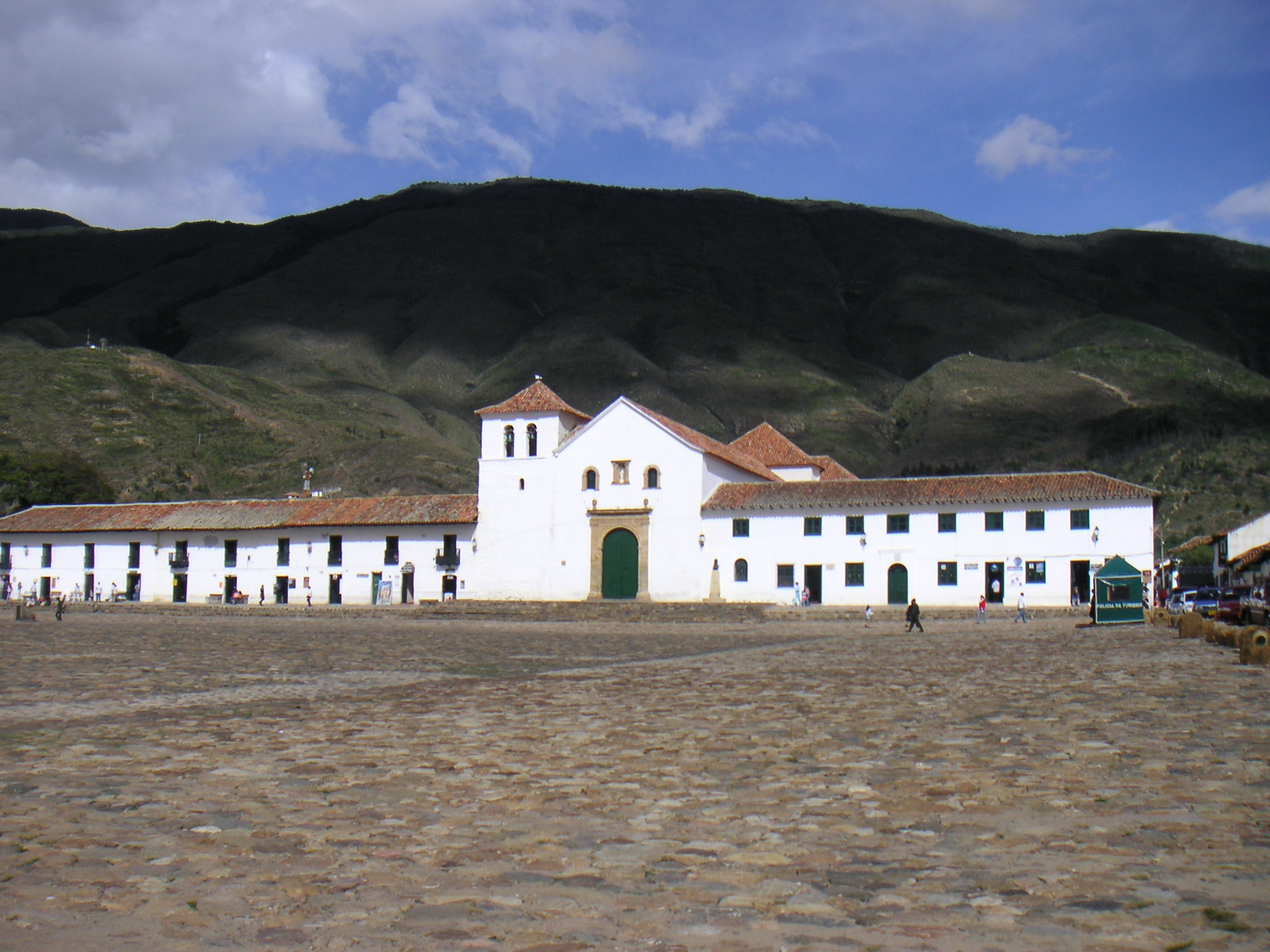
Plaza mayor de la Villa de Leyva.

Sous son administration est commencée la construction de la cathédrale de Santafé en 1572 et est concédé à la capitale le titre de « muy noble y muy leal » (« très noble et très loyale »). 
Le 29 avril 1572, répondant aux demandes de nouveaux colons espagnols, est fondée la cité de Villa de Leyva
Andrés Díaz Venero de Leyva épouse María de Ondegardo y Zarate, de laquelle il a neuf enfants. Tous deux sont l'objet de graves accusations de corruption, spécialement à propos d'actions suspectes de son épouse favorisant des amis ou des connaissances. Il retourne en Espagne à la fin de l'année 1574 et devient membre du Conseil des Indes. Il meurt à Madrid le 1er juillet 1578.